# Blast Corps
Blast Corps (o Blast Dozer al Japó) és un videojoc per la Nintendo 64 creat per Rareware que va ser llançat el 1997, en el qual el jugador ha de treure del camí els obstacles que per on ha de passar un camió que transporta uns defectuosos míssils nuclears, anomenat el Missile Carrier.

## Jugabilitat
Blast Corps és un videojoc d'acció d'un sol jugador. El jugador controla vehicles per destruir edificis, granges i altres estructures en el camí d'un camió que transporta uns defectuosos míssils nuclears. El jugador fracassa si el transportista col·lideix amb un objecte. Els vuit vehicles de demolició varien segons la forma en què s'eliminen les estructures: les excavadores bulldozer, el camió de drifts, els lleugers buggies, el tricicle llança míssils, un altre camió que empeny dels costats i un robot meca. El jugador ha de canviar entre els vehicles i altres maquinàries per resoldre trencaclosques. Els objectius inclouen el transport de caixes explosives cronometrades i bretxes de pont. El trencaclosques del joc augmenta la dificultat mentre el jugador progressa a través dels 57 nivells.
El món es representa a partir d'una vista aèria. El jugador pot ajustar la perspectiva visible del joc amb funcions de zoom i escombratge horitzontal. Els suggeriments emergents guiaran al jugador en les primeres etapes del joc, i els altres personatges animen el jugador de manera audible a mesura que apareix cada nivell. La bona banda sonora augmenta en ritme a mesura que el temporitzador del nivell es redueix. Després de completar un nivell, el jugador pot tornar a explorar sense un límit de temps. Trobant secrets i activant llums a tot el nivell, el jugador augmenta la seva puntuació i el rànquing final de medalles. També hi ha nivells secrets durant tot el joc, on el jugador completa els objectius contra el rellotge. El jugador pot competir contra una còpia fantasma del seu recorregut anterior a través d'un nivell. No hi ha cap configuració per canviar la dificultat del joc i les partides es desen al mateix cartutx de joc i en emmagatzematge extern.